# Matundua silvatica
Matundua silvatica är en spindelart som först beskrevs av William Frederick Purcell 1904.  Matundua silvatica ingår i släktet Matundua och familjen Phyxelididae. Inga underarter finns listade i Catalogue of Life.